# Christer Wallin
Christer Wallin (Suecia, 17 de junio de 1969) es un nadador  sueco retirado especializado en pruebas de estilo libre, donde consiguió ser subcampeón olímpico en 1996 en los 4 x 200 metros.

## Carrera deportiva
En los Juegos Olímpicos de Barcelona 1992 ganó la medalla de plata en los relevos de 4 x 200 metros libre; y cuatro años después, en los Juegos Olímpicos de Atlanta 1996 volvió a ganar la medalla de plata en la misma prueba, con un tiempo de 7:17.56 segundo, tras Estados Unidos y por delante de Alemania (bronce).